# Šibukawa
Šibukawa (渋川市 Šibukawa-ši) je město v prefektuře Gunma v Japonsku. Bylo založeno 1. dubna 1954. Nachází se na nejzazším severozápadě regionu Kantó na soutoku řek Tone a Agacuma ve vzdálenosti 120 km od Tokia. Díky svému umístění ve středu země se nazývá pupek Japonska.
K 31. květnu 2011 ve městě žilo 84 160 obyvatel ve 31 289 domácnostech. Hustota zalidnění je 1334 obyvatel na km². Celková rozloha je 240,42 km².
V Ikahu, které se stalo sioučástí Šibukawy od roku 2006 se v roce 2005 konalo Mistrovství Asie v rychlobruslení.

## Partnerská města
- Abano Terme, Itálie (23. březen 1993)
- Foligno, Itálie (23. březen 2000)
- Havaj, Spojené státy americké (22. leden 1997)
- Logan City, Austrálie (17. duben 1997)